# Demanufacture
Demanufacture (von englisch manufacture: fertigen, fabrizieren, etwa: „defabrizieren“) ist das zweite Studioalbum der US-amerikanischen Metal-Band Fear Factory. Es erschien im Juni 1995 bei Roadrunner Records. Es gilt als Klassiker und wurde als eines der „herausragendsten und wichtigsten Metalalben der Neunziger“ bezeichnet. Zu dem Death-Metal-ähnlichen Stil des Vorgängeralbums Soul of a New Machine kamen auf der Platte zunehmend Industrial-Metal-Elemente sowie Synthesizer- und Stimmeffekte hinzu. Als Videos wurden 1995 Replica und 1996 das Coverstück Dog Day Sunrise veröffentlicht.

## Entstehungsgeschichte
Nach der Veröffentlichung der Remix-EP Fear Is the Mindkiller 1993 hatten Fear Factory 1994 ihren Bassisten Andrew Shives wegen bandinterner Differenzen entlassen. Sein Nachfolger Christian Olde Wolbers sollte gleich das Album Demanufacture, das im Oktober und November des Jahres aufgenommen wurde, mit einspielen. Da er jedoch die Songs noch nicht ausreichend beherrschte, spielte Gitarrist Dino Cazares die meisten Bassspuren auf Demanufacture ein, was zu einer Auseinandersetzung zwischen den beiden Musikern führte. Olde Wolbers Bassspiel ist daher nur bei den Stücken Self Bias Resistor im Refrain und bei H-K (Hunter-Killer) zu hören.
Auch bezüglich des Abmischens kam es zu Streitigkeiten, diesmal zwischen Cazares und Produzent Colin Richardson. Aufgrund der Heftigkeit der Auseinandersetzung untersagten Plattenfirma und Produzent Dino Cazares die Anwesenheit beim Mix. Nachdem Richardson drei Stücke abgemischt hatten, entschied die Firma Roadrunner Records, doch Cazares gemeinsam mit Rhys Fulber und Greg Reely mit der Aufgabe zu betrauen. Die Platte wurde in den Enterprise Studios in Burbank, Kalifornien, vom 4. bis 26. Februar 1995 abgemischt, wobei auch vier Songs von Sänger Burton C. Bell neu eingesungen wurden, da Cazares mit Richardsons Produktion der Stimmspuren unzufrieden war.

„Von da an wusste ich, dass das Album ein Meisterwerk wird. Wir haben einen bahnbrechenden, neuen Sound erschaffen. Ich denke, die Hälfte davon beruht allein auf der Produktion und dem Mix … Demanufacture klingt auch heute noch unglaublich.“

Bei drei Stücken, H-K (Hunter-Killer), Demanufacture und Pisschrist wurden Samples aus dem Film Terminator 2 verwendet, weswegen das Album unter vielen Fans eine Art „inoffiziellen T2-Soundtrack“ darstellt. Unter anderem aufgrund der Querelen mit Richardson verdoppelten sich die Produktionskosten auf nahezu 180.000 Dollar, diese Unkosten konnten erst durch die Tour zum nächsten Album Obsolete kompensiert werden. Demanufacture verkaufte sich bis 1998 weltweit etwa 800.000 Mal, davon etwa 500.000 Mal in Europa. 1995 begann die Band eine Welttournee, unter anderem mit Ozzy Osbourne, auch im Jahr 1996 tourten Fear Factory ausgiebig, in Europa mit Manhole und Drain STH. 1997 folgte die Remix-Platte Remanufacture (Cloning Technology), auf der verschiedene Mischer, zum Teil aus dem Techno-Bereich, die Demanufacture-Stücke in einem elektronischen Gewand neu abmischten.

## Konzept
Das Album verfolgt ein Gesamtkonzept des Verhältnisses von Mensch und Maschine, unter anderem inspiriert von Filmen wie Terminator 2. Der Protagonist durchlebt im Verlaufe des Albums verschiedene Emotionen wie Melancholie, Rebellion, Aggression, Aussichtslosigkeit oder Frustration.

## Rezeption
Demanufacture erhielt gute bis euphorische Kritiken. Frank Albrecht vom Rock Hard nannte das Album ein „ganz besonderes Werk“, das „bis ins letzte Detail perfekt ausgeklügelt“ sei. „Einzigartig“ sei bei der Platte neben den individuellen Fähigkeiten der Musiker vor allem „diese kalte, maschinelle und herzlose Atmosphäre, die sie transportiert“, wodurch sie zum „musikalische(n) Spiegelbild des Jahres 1995“ werde. Albrecht vergab die Höchstpunktzahl zehn. Auch Jason Birchmeier von allMusic spricht von Demanufacture als „einer der aufregendsten Veröffentlichungen ihrer Zeit“, die Platte bleibe damit eine „Landmarke“. Gegenüber dem Vorgängeralbum hebt Birchmeier hervor, dass weniger und längere Stücke enthalten sind. Maschinenähnliche Gitarrenriffs paarten sich mit dem maschinenähnlichen Schlagzeugspiel von Raymond Herrera. Dieser „Mann-Maschine-Klang“ sei die Essenz von Fear Factory. Birchmeier vergibt vier von fünf möglichen Sternen.
Die Redaktion des Rock Hard nahm Demanufacture in ihre 500 Alben umfassende Bestenliste auf dem 249. Platz auf.

## Titelliste
1. Demanufacture – 4:13
2. Self Bias Resistor – 5:12
3. Zero Signal – 5:57
4. Replica – 3:56
5. New Breed – 2:49
6. Dog Day Sunrise – 4:45 (Cover von Head of David)
7. Body Hammer – 5:05
8. Flashpoint – 2:53
9. H-K (Hunter-Killer) – 5:17
10. Pisschrist – 5:25
11. A Therapy for Pain – 9:43

Alle bandeigenen Songs stammen von Dino Cazares und Raymond Herrera, bei Self Bias Resistor war Burton C. Bell beteiligt. Alle Texte stammen von Bell, bei New Breed war Dino Cazares beteiligt.
Digipak-Ausgaben
In Australien und Europa erschien das Album im Digipak-Format inklusive folgender Bonustracks:
1. Your Mistake – 1:30
2. ¡Resistancia! – 2:55
3. New Breed (Revolutionary Designed Mix) – 2:57[7][8][9]

Gesamtspielzeit: 62 min 40 s
Die limitierte US-Digipak-Ausgabe enthielt neben den drei genannten Bonustracks noch:
1. Replica (Electric Sheep Mix) – 3:59[10][11]

Gesamtspielzeit: 66 min 43 s
Roadrunner Records: The 25th Anniversary Series
Das Album wurde im Jahre 2005, anlässlich des 25-jährigen Bestehens von Roadrunner Records remastert wiederveröffentlicht. Neben den elf Titeln der ursprünglichen Version enthält das Remaster die Stücke:
1. Your Mistake – 1:30
2. ¡Resistancia! – 2:55
3. Concreto – 3:31
4. New Breed (Revolutionary Designed Mix) – 3:00
5. Manic Cure – 5:10
6. Flashpoint (Chosen Few Mix) – 4:09

Gesamtspielzeit: 75 min 36 s
Die Wiederveröffentlichung erfolgte als Doppel-CD, inklusive des Remix-Albums Remanufacture (Clonig Technology), ebenfalls in remasterter Form. Das Remanufacture-Remaster enthielt zusätzlich, neben den ursprünglichen dreizehn Titeln, die Stücke Cybderdyne, Refueled, Transgenic und New Breed (Spoetnik Mix).

## Artwork
Die Cover-Gestaltung wurde von Dave McKean auf der Grundlage eines gemeinsam mit der Band entworfenen Konzepts übernommen.